# Boloria elongata
Boloria elongata är en fjärilsart som beskrevs av Le Charles 1926. Boloria elongata ingår i släktet Boloria och familjen praktfjärilar. Inga underarter finns listade i Catalogue of Life.